# Juscimeira
Juscimeira é um município brasileiro do estado de Mato Grosso. Localiza-se a uma latitude 16º03'02" sul e a uma longitude 54º53'04" oeste, estando a uma altitude de 251 metros.

## Nome
Dois pioneiros envolveram-se na criação do nome da localidade. João Matheus Barbosa queria "Juscelândia" e José Cândido de Lima queria "Limeira", em  homenagem a si mesmo. Por fim, decidiram fundir os dois nomes, originando o nome "Juscimeira".
- JUSCI = Juscelândia
- MEIRA = Limeira

## História
Conhecido inicialmente com a denominação de Garimpos, devido a extração de diamantes às margens do Rio Areia, a Vila de Juscelândia foi fundada em julho de 1954, por João Matheus Barbosa, oriundo de Diamantina, Estado de Minas Gerais, e seu nome foi escolhido em homenagem ao grande político brasileiro, Juscelino Kubitschek, seu conterrâneo.
João Matheus Barbosa chegou às margens da barra do Rio Areia, onde se instalou com a esposa Salvina Luís dos Santos e Maria Barbosa Moreira, Agostinha Barbosa de Oliveira, Sebastiana Martins Barbosa, Olímpia Barbosa Crizauto – filhas já casadas. E mais os filhos Joaquim, Noêmia, João, Abigail e Daniel Matheus Barbosa.
Em 20 de maio de 1957, o baiano de Paramirim José Cândido de Lima se estabeleceu a 1 km da divisa das terras de João Matheus Barbosa. Veio com a esposa Maria Fidélis de Lima e os filhos Jair, Neuza, Neide, Nauriá, Zenaide, e Jonas. Após a chegada, nasceram os filhos: Idauga, Genésio e Elizabeth. A família já havia passado por Paraguaçu Paulista e, pela publicidade da CIPA, adquiriu 10 alqueire de terras e mudou-se para a região. Muitos outros migrantes vieram em suas pegadas.

## Economia

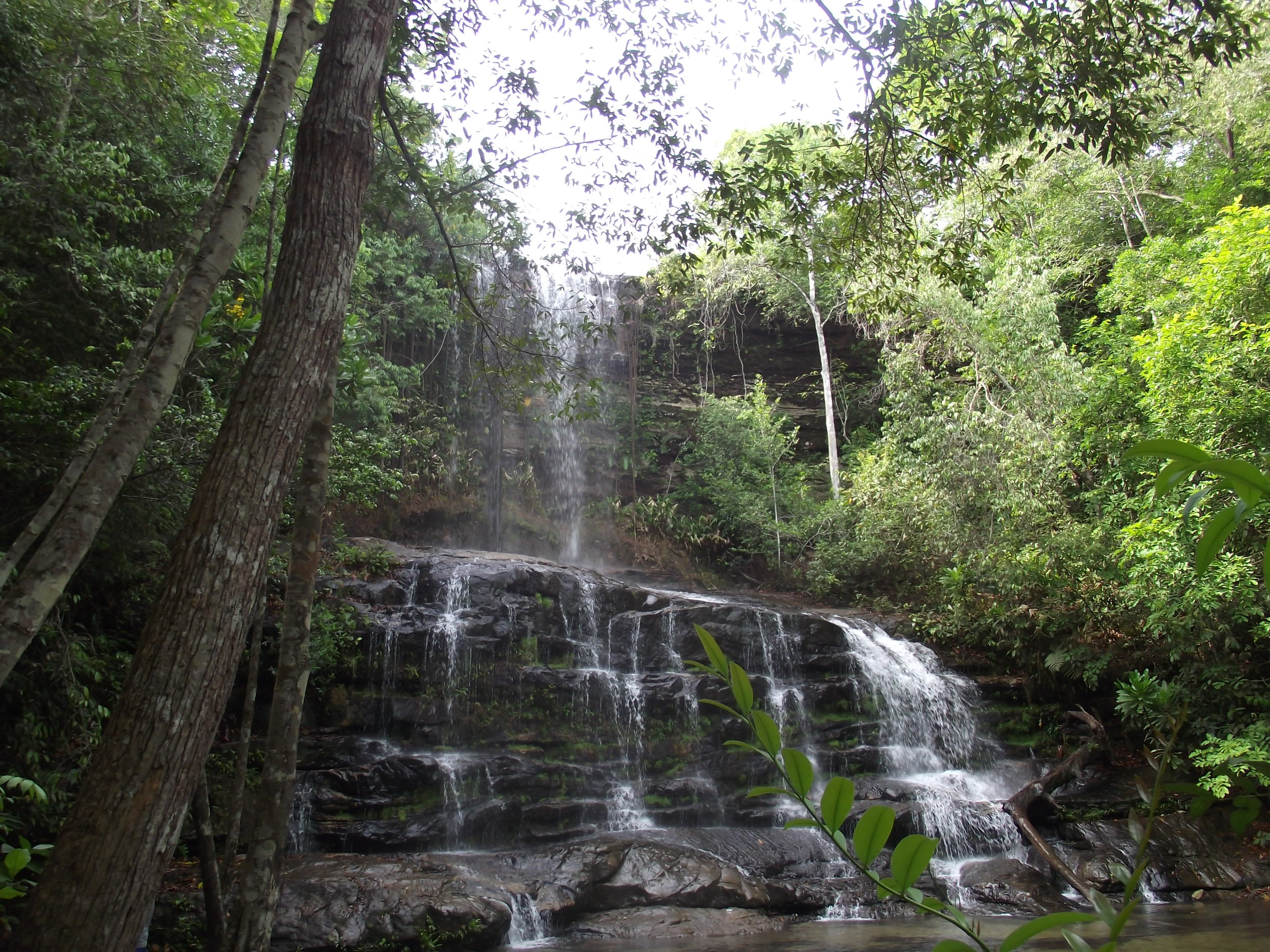
Cachoeira do Prata, um dos cartões postais do município

Entre 2000 e 2010, a taxa de atividade da população de 18 anos ou mais (ou seja, o percentual dessa população que era economicamente ativa) passou de 64,09% em 2000 para 64,82% em 2010. Ao mesmo tempo, sua taxa de desocupação (ou seja, o percentual da população economicamente ativa que estava desocupada) passou de 9,70% em 2000 para 5,63% em 2010.
A cana-de-açucar emprega centenas em época da safra e há ainda os minifúndios cultivam principalmente arroz, milho e feijão.
O turismo também se destaca com 22 poços de águas termais naturais de 38 a 42 graus. Há ainda a Cachoeira do Rio Prata e a Furna do Rio Beroaba.

## Demografia
Entre 1991 e 2000, a população do município cresceu a uma taxa média anual de 0,92%. Na UF, esta taxa foi de 2,38%, enquanto no Brasil foi de 1,63%, no mesmo período. Na década, a taxa de urbanização do município passou de 68,66% para 65,66%.
Entre 2000 e 2010, a população de Juscimeira cresceu a uma taxa média anual de -0,54%, enquanto no Brasil foi de 1,17%, no mesmo período. Nesta década, a taxa de urbanização do município passou de 65,66% para 74,37%. Em 2010 viviam, no município, 11.430 pessoas.
Já a população estimada para 2017 era de 10.971 habitantes com densidade demográfica de 4,98 habitantes por km².

### IDH
O Índice de Desenvolvimento Humano (IDHM) - Juscimeira é 0,714, em 2010, o que situa esse município na faixa de Desenvolvimento Humano Alto (IDHM entre 0,700 e 0,799). A dimensão que mais contribui para o IDHM do município é Longevidade, com índice de 0,842, seguida de Renda, com índice de 0,678, e de Educação, com índice de 0,637.
De 1991 a 2010, o IDHM do município passou de 0,431, em 1991, para 0,714, em 2010, enquanto o IDHM da Unidade Federativa (UF) passou de 0,493 para 0,727. Isso implica uma taxa de crescimento de 65,66% para o município e 47% para a UF; e em uma taxa de redução do hiato de desenvolvimento humano de 50,26% para o município e 53,85% para a UF. No município, a dimensão cujo índice mais cresceu em termos absolutos foi Educação (com crescimento de 0,439), seguida por Longevidade e por Renda. Na UF, por sua vez, a dimensão cujo índice mais cresceu em termos absolutos foi Educação (com crescimento de 0,358), seguida por Longevidade e por Renda. Juscimeira ocupa a 1486ª posição entre os 5.565 municípios brasileiros segundo o IDHM.

### Longevidade, mortalidade e fecundidade
A mortalidade infantil (mortalidade de crianças com menos de um ano de idade) no município passou de 23,5 óbitos por mil nascidos vivos, em 2000, para 14,6 óbitos por mil nascidos vivos, em 2010. Em 1991, a taxa era de 33,2. No município, a esperança de vida ao nascer cresceu 4,8 anos na última década, passando de 70,7 anos, em 2000, para 75,5 anos, em 2010. Em 1991, era de 64,7 anos.

### Educação

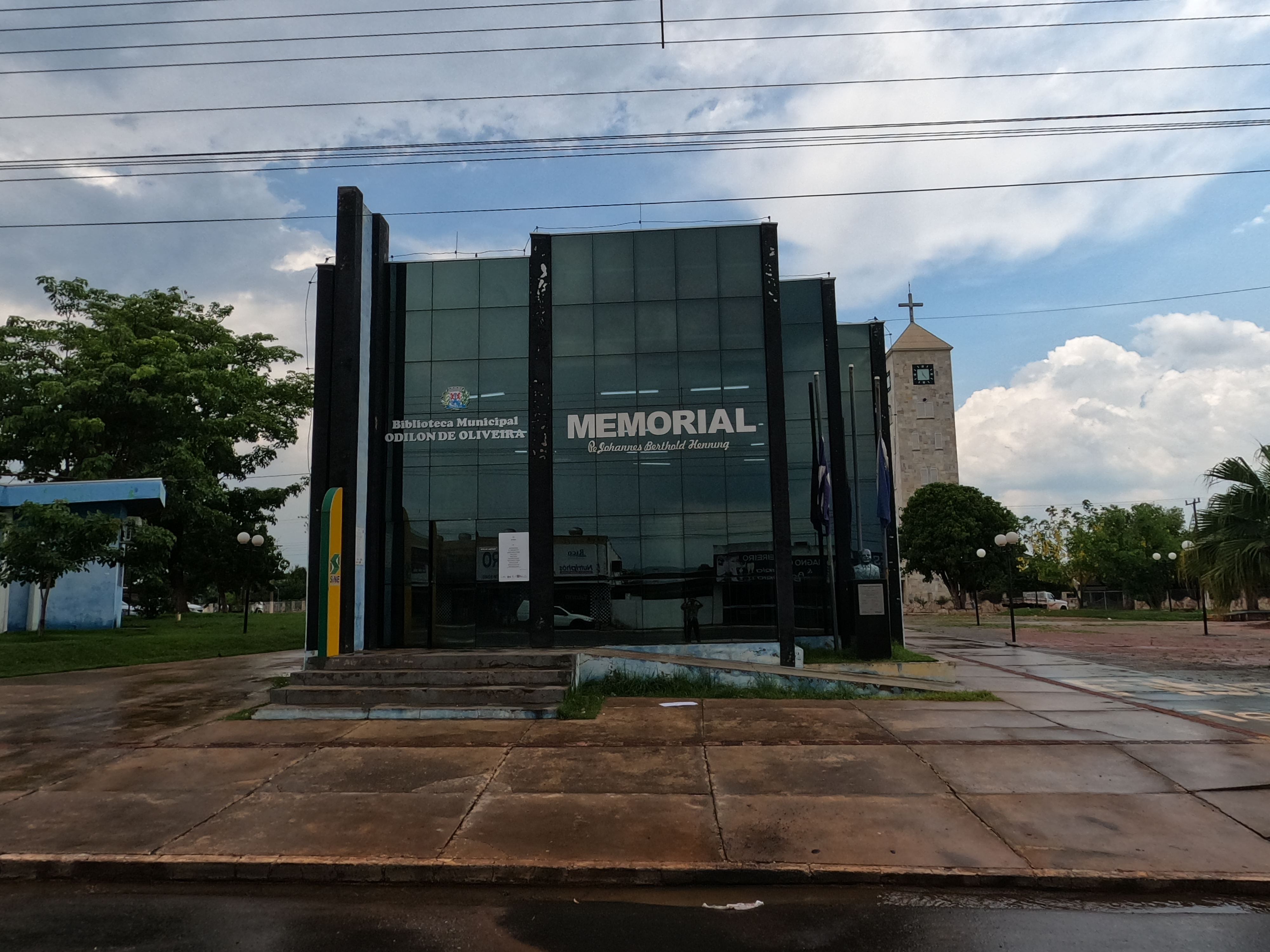
Biblioteca Municipal Odilon de Oliveira e Memorial Pe. Johannes Berthold Henning

Proporções de crianças e jovens frequentando ou tendo completado determinados ciclos indica a situação da educação entre a população em idade escolar do estado e compõe o IDHM Educação. No município, a proporção de crianças de 5 a 6 anos na escola é de 94,06%, em 2010. No mesmo ano, a proporção de crianças de 11 a 13 anos frequentando os anos finais do ensino fundamental é de 90,04%; a proporção de jovens de 15 a 17 anos com ensino fundamental completo é de 74,31%; e a proporção de jovens de 18 a 20 anos com ensino médio completo é de 44,43%. Entre 1991 e 2010, essas proporções aumentaram, respectivamente, em 67,24 pontos percentuais, 58,82 pontos percentuais, 53,28 pontos percentuais e 38,63 pontos percentuais. Em 2010, 90,85% da população de 6 a 17 anos do município estavam cursando o ensino básico regular com até dois anos de defasagem idade-série. Em 2000 eram 76,82% e, em 1991, 70,55%. Dos jovens adultos de 18 a 24 anos, 13,77% estavam cursando o ensino superior em 2010. Em 2000 eram 4,48% e, em 1991, 0,00%.

## Últimos prefeitos eleitos
| Ano  | Prefeito           | Partido | Votos | %     | Ref    |
| ---- | ------------------ | ------- | ----- | ----- | ------ |
| 2004 | Dener Chaves       | PL      | 1.939 | 36,03 | [ 11 ] |
| 2008 | Chiquinho do Posto | PR      | 4.399 | 58,72 | [ 12 ] |
| 2012 | Chiquinho do Posto | PSD     | 4.426 | 61,29 | [ 13 ] |
| 2016 | Moises Da Farmacia | PSDB    | 3.077 | 45,10 | [ 14 ] |
| 2020 | Moises             | DEM     | 3.795 | 55,06 | [ 15 ] |
| 2024 | Alexandre Russi    | PL      | 4.519 | 62,97 | [ 16 ] |

## Galeria

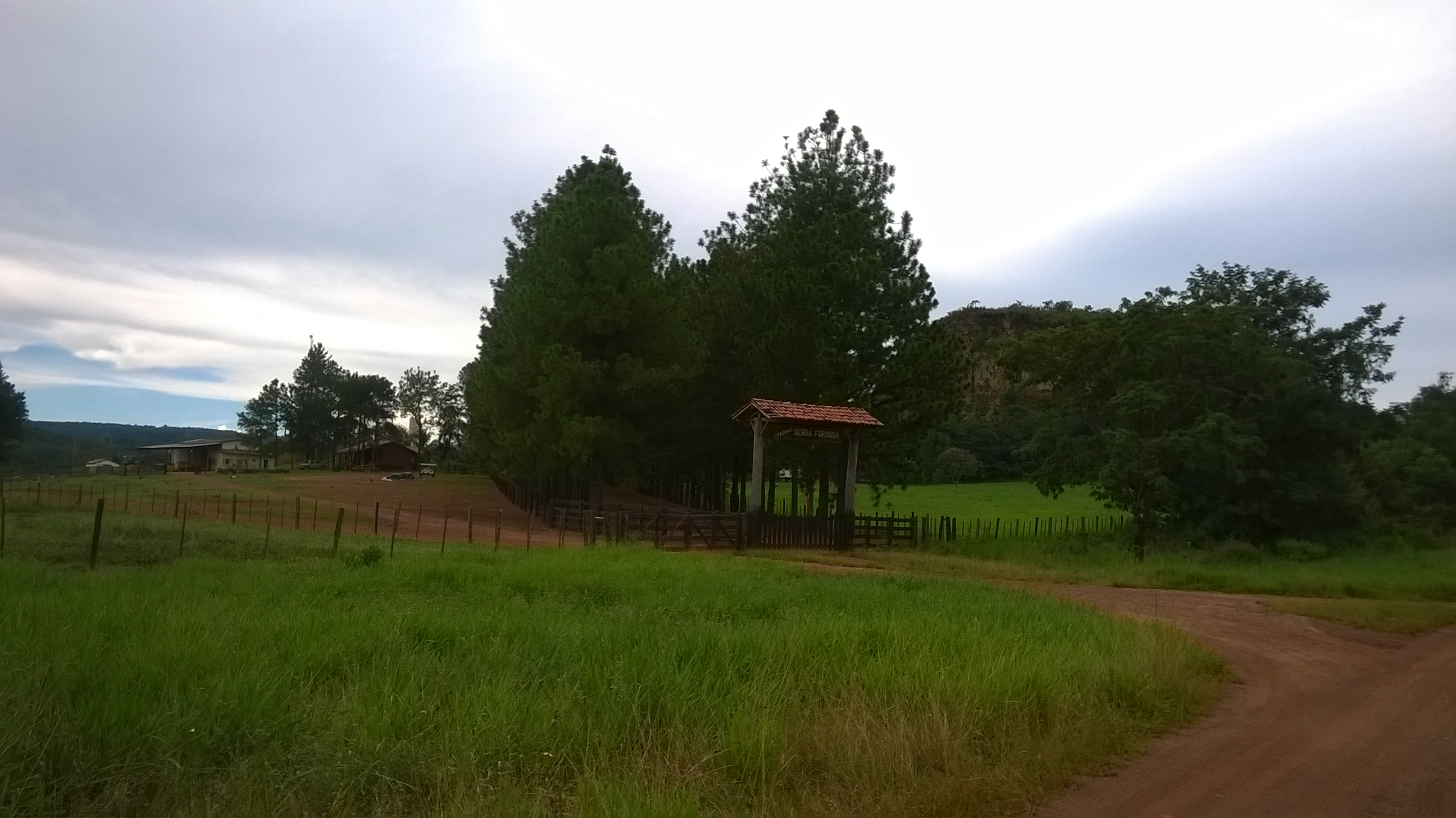
Fazenda Serra Formosa
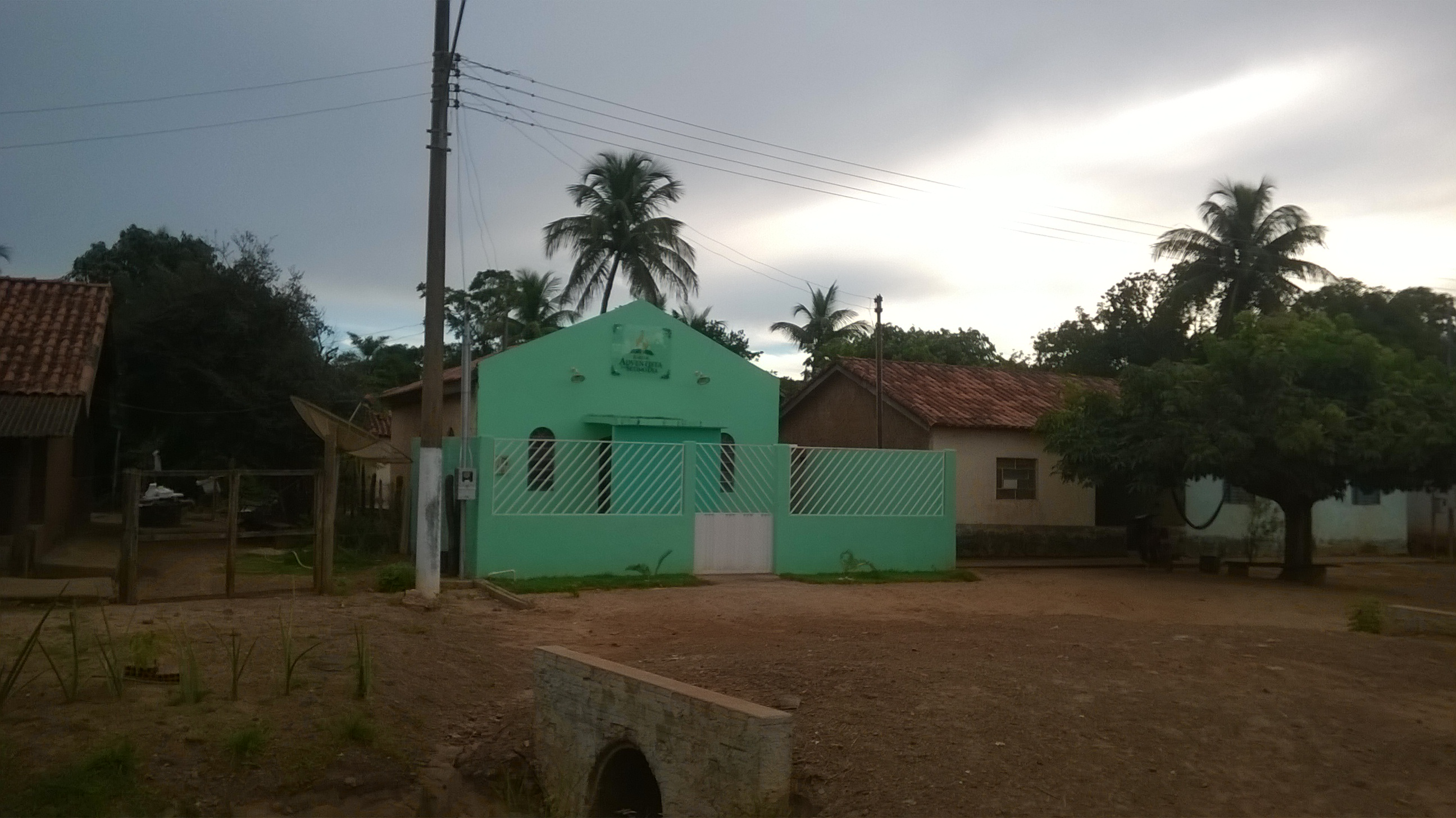
Igreja Adventista do Sétimo Dia
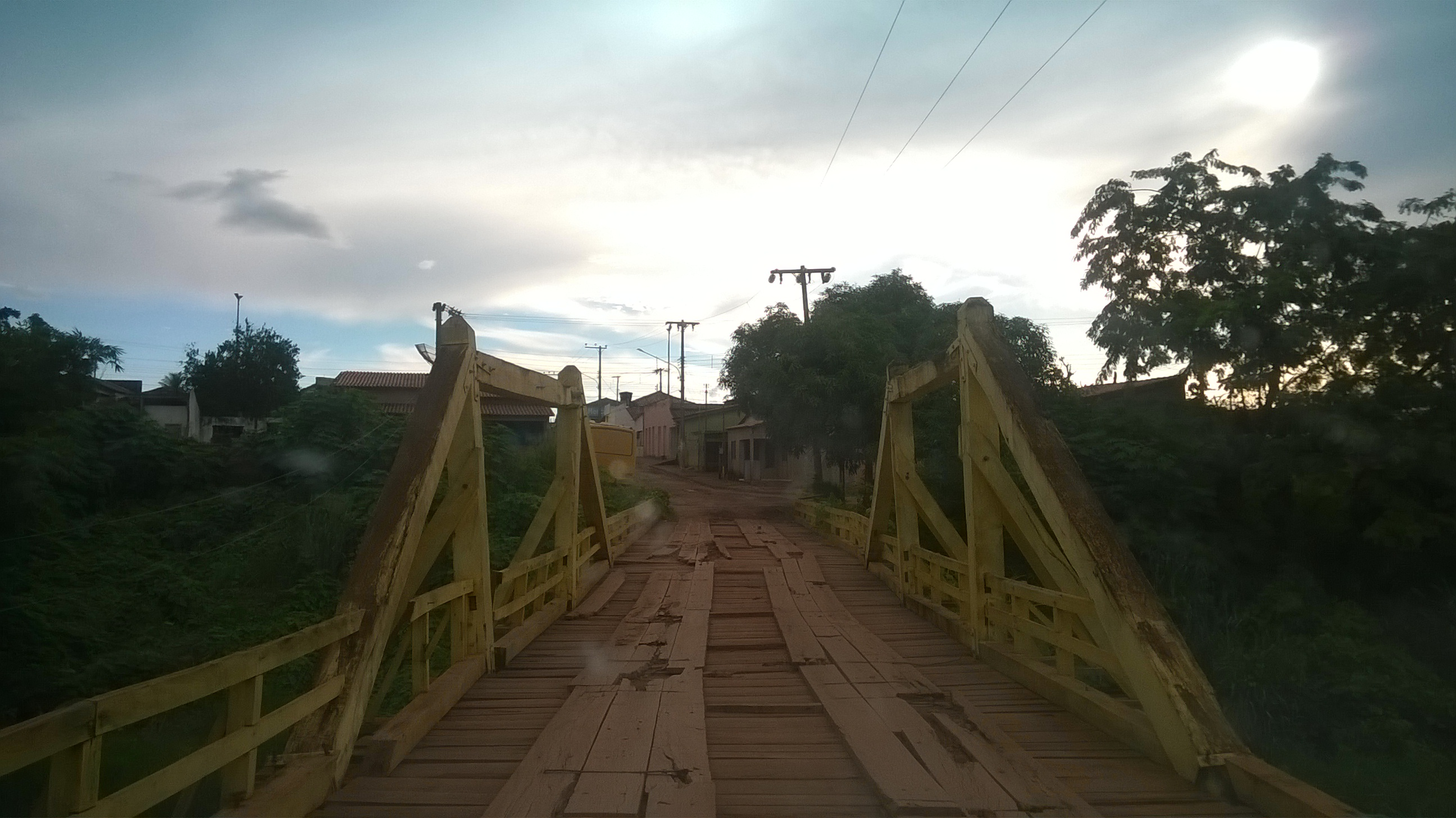
Antiga ponte de madeira
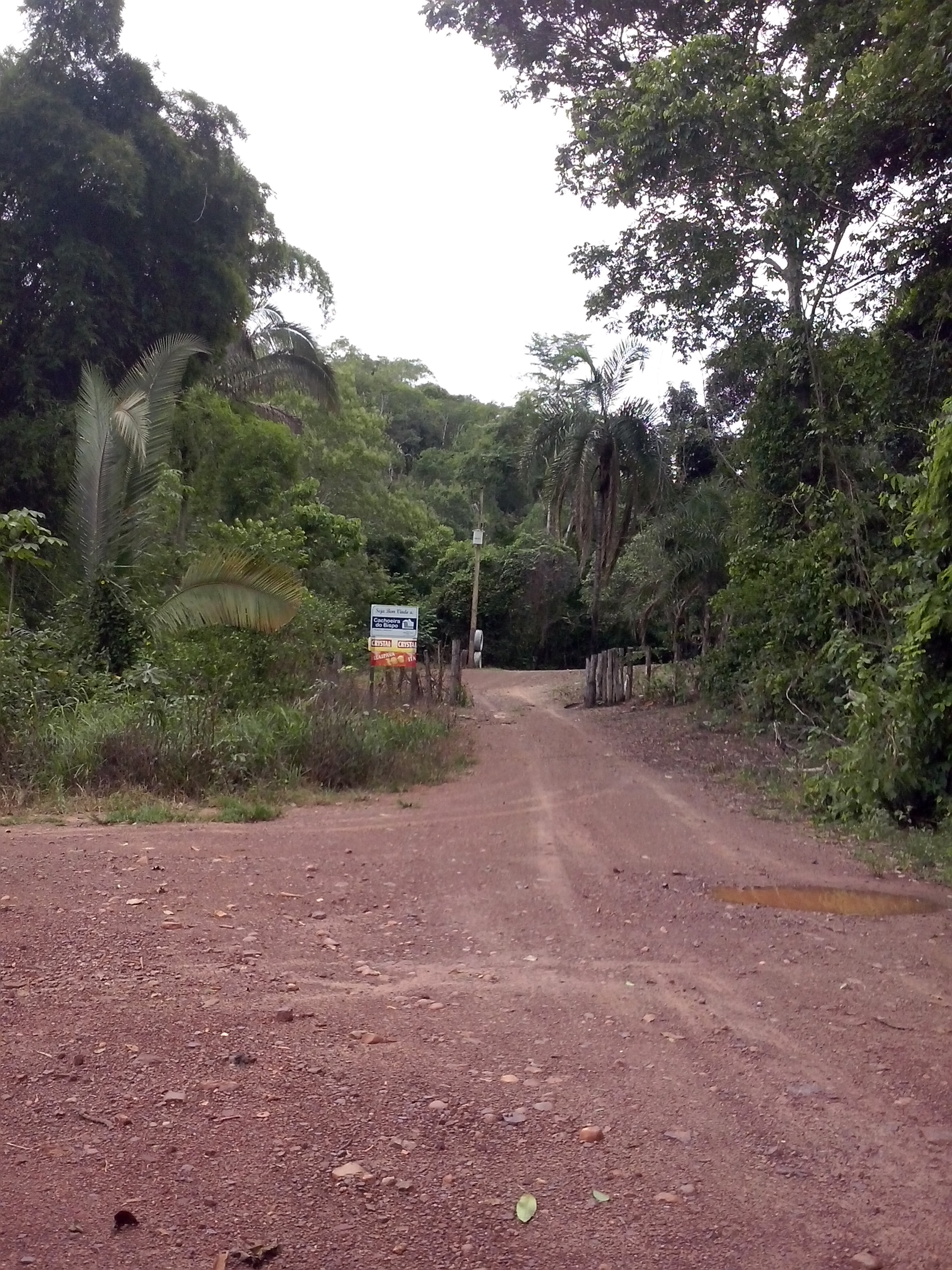
Interior do município
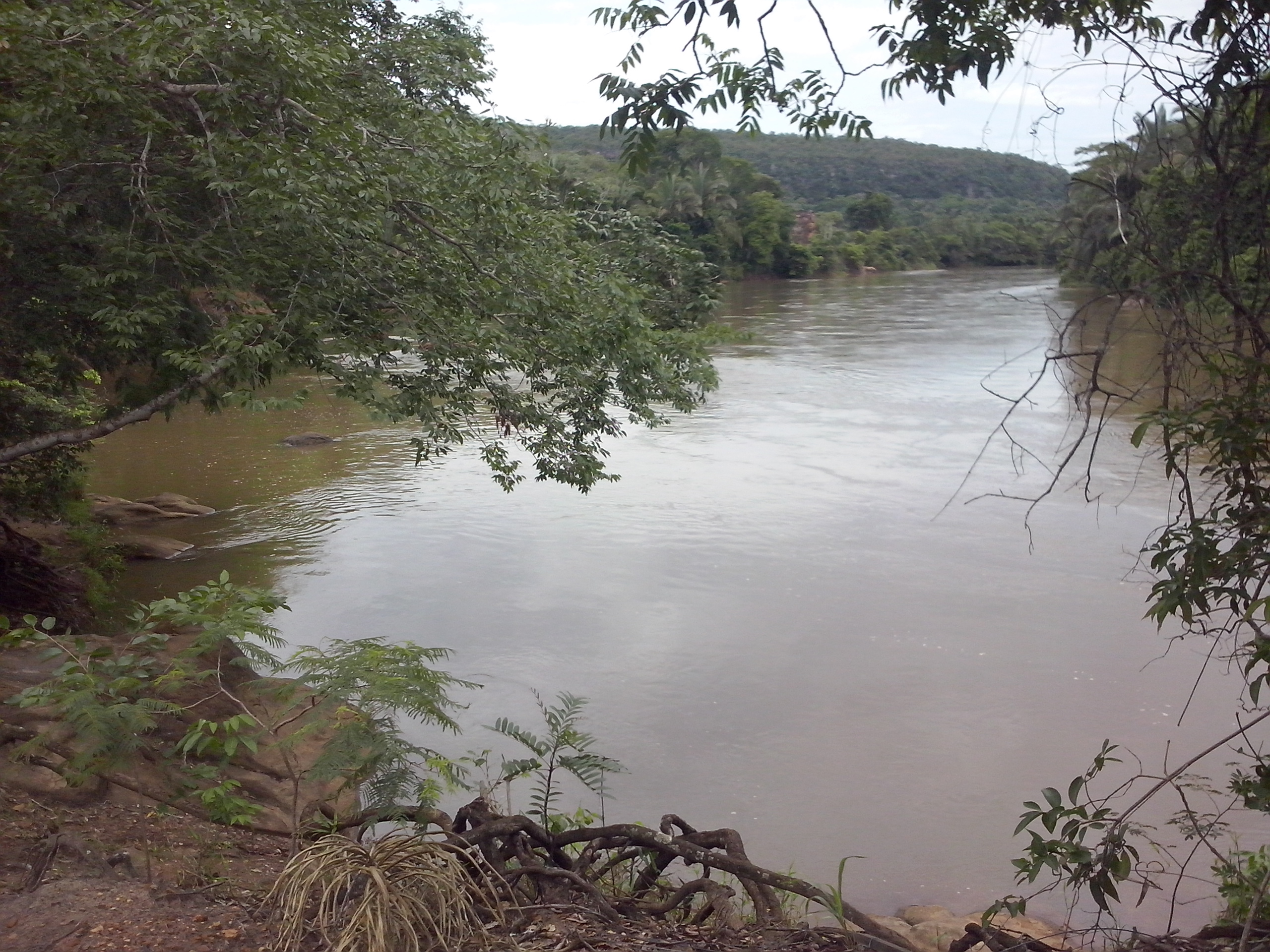
Rio do município